# آرامگاه پیر غریب
بقعه پیر غریب سرخه  مربوط به دوره صفویه و در شمال شرقی سرخه بین مزارع که قبلاً گورستان بوده واقع شده و این اثر در تاریخ ۲۵ خرداد ۱۳۸۱ با شمارهٔ ثبت ۵۸۲۹ به‌عنوان یکی از آثار ملی ایران به ثبت رسیده است.